# 아와모토촌
아와모토촌(일본어: 粟本村)은 일본 시즈오카현의 서부, 사야군·오가사군에 속했던 촌이다. 현재의 가케가와시의 중심부에서 아와가봉의 길쭉한 지역에 해당한다.

## 역사
- 1889년 4월 1일 - 정촌제 시행에 의해 사야군 아와모토촌이 성립하였다.
- 1896년 4월 1일 - 군 개편에 의해 니시야마구치촌은 사야군에서 오가사군으로 변경되었다.
- 1951년 4월 1일 - 가케카와정, 니시난고촌, 니시야마구치촌과 합병해, 새로운 가케카와정이 성립하여, 동일 아와모토촌은 폐지되었다.

## 참고문헌
- 『가도카와 일본 지명 대사전 22 静岡県』。